# Indian Wells Open 2021 - Qualificazioni singolare maschile
Le qualificazioni del singolare maschile del Indian Wells Open 2021 sono state un torneo di tennis preliminare per accedere alla fase finale della manifestazione. I vincitori dell'ultimo turno sono entrati di diritto nel tabellone principale. In caso di ritiro di uno o più giocatori aventi diritto a giocare nel tabellone principale, a questi sono subentrati i lucky loser, ossia i giocatori che hanno perso nell'ultimo turno ma che avevano una classifica più alta rispetto agli altri partecipanti che avevano comunque perso nel turno finale.

## Teste di serie
1. Botic van de Zandschulp (qualificato)
2. Salvatore Caruso (qualificato)
3. Alex Bolt (primo turno)
4. Maxime Cressy (qualificato)
5. Michail Kukuškin (ultimo turno)
6. Evgenij Donskoj (ultimo turno)
7. Federico Gaio (primo turno)
8. Mitchell Krueger (primo turno)
9. Jason Jung (primo turno)
10. Altuğ Çelikbilek (ultimo turno)
11. Emilio Gómez (qualificato)
12. Bjorn Fratangelo (ultimo turno)

1. Ernesto Escobedo (qualificato)
2. Cem İlkel (qualificato)
3. João Sousa (qualificato)
4. Thanasi Kokkinakis (primo turno)
5. Alejandro Tabilo (qualificato)
6. Enzo Couacaud (ultimo turno)
7. Ramkumar Ramanathan (primo turno)
8. Christopher Eubanks (qualificato)
9. Ernests Gulbis (primo turno)
10. Renzo Olivo (qualificato)
11. Ivo Karlović (ultimo turno)
12. Aleksandar Vukic (qualificato)

## Qualificati
1. Botic van de Zandschulp
2. Salvatore Caruso
3. Maxime Cressy
4. Emilio Gómez
5. Ernesto Escobedo
6. Cem İlkel

1. João Sousa
2. Alejandro Tabilo
3. Christopher Eubanks
4. Renzo Olivo
5. Aleksandar Vukic
6. Roberto Marcora

## Tabellone

### Legenda
| - Q = Qualificato - WC = Wild card - LL = Lucky loser | - ALT = Alternate - SE = Special Exempt - PR = Protected Ranking | - w/o = Walkover - r = Ritirato - d = Squalificato |

### Sezione 1
|  | Primo turno | Primo turno             | Primo turno             | Primo turno | Primo turno |  |  | Ultimo turno | Ultimo turno            | Ultimo turno | Ultimo turno | Ultimo turno |  |
|  |             |                         |                         |             |             |  |  |              |                         |              |              |              |  |
|  | 1           | Botic van de Zandschulp | Botic van de Zandschulp | 6           | 6           |  |  |              |                         |              |              |              |  |
|  |             | Peter Polansky          | Peter Polansky          | 3           | 3           |  |  | 1            | Botic van de Zandschulp | 6            | 4            | 6            |  |
|  |             | Thai-Son Kwiatkowski    | Thai-Son Kwiatkowski    | 6           | 6           |  |  |              | Thai-Son Kwiatkowski    | 4            | 6            | 2            |  |
|  | 21          | Ernests Gulbis          | Ernests Gulbis          | 4           | 2           |  |  |              |                         |              |              |              |  |

### Sezione 2
|  | Primo turno | Primo turno         | Primo turno      | Primo turno | Primo turno |  |  | Ultimo turno | Ultimo turno     | Ultimo turno     | Ultimo turno | Ultimo turno |  |
|  |             |                     |                  |             |             |  |  |              |                  |                  |              |              |  |
|  | 2           | Salvatore Caruso    | Salvatore Caruso | 6           | 6           |  |  |              |                  |                  |              |              |  |
|  |             | Jason Kubler        | Jason Kubler     | 0           | 3           |  |  | 2            | Salvatore Caruso | Salvatore Caruso | 6            | 6            |  |
|  |             | Roberto Quiroz      | 6                | 3           | 6           |  |  |              | Roberto Quiroz   | Roberto Quiroz   | 4            | 4            |  |
|  | 19          | Ramkumar Ramanathan | 4                | 6           | 4           |  |  |              |                  |                  |              |              |  |

### Sezione 3
|  | Primo turno | Primo turno        | Primo turno | Primo turno | Primo turno |  |  | Ultimo turno | Ultimo turno    | Ultimo turno    | Ultimo turno | Ultimo turno |  |
|  |             |                    |             |             |             |  |  |              |                 |                 |              |              |  |
|  | 3           | Alex Bolt          | 7           | 64          | 2           |  |  |              |                 |                 |              |              |  |
|  |             | Roberto Marcora    | 65          | 7           | 6           |  |  |              | Roberto Marcora | Roberto Marcora | 6            | 7            |  |
|  |             | Matteo Viola       | 6           | 3           | 711         |  |  |              | Matteo Viola    | Matteo Viola    | 2            | 5            |  |
|  | 16          | Thanasi Kokkinakis | 3           | 6           | 69          |  |  |              |                 |                 |              |              |  |

### Sezione 4
|  | Primo turno | Primo turno        | Primo turno | Primo turno | Primo turno |  |  | Ultimo turno | Ultimo turno  | Ultimo turno | Ultimo turno | Ultimo turno |  |
|  |             |                    |             |             |             |  |  |              |               |              |              |              |  |
|  | 4           | Maxime Cressy      | 6           | 4           | 6           |  |  |              |               |              |              |              |  |
|  |             | Hiroki Moriya      | 4           | 6           | 3           |  |  |              | Maxime Cressy | 7            | 62           | 6            |  |
|  |             | Christian Harrison | 3           | 7           | 62          |  |  |              | Enzo Couacaud | 5            | 7            | 2            |  |
|  | 18          | Enzo Couacaud      | 6           | 5           | 7           |  |  |              |               |              |              |              |  |

### Sezione 5
|  | Primo turno | Primo turno      | Primo turno      | Primo turno | Primo turno |  |  | Ultimo turno | Ultimo turno     | Ultimo turno     | Ultimo turno | Ultimo turno |  |
|  |             |                  |                  |             |             |  |  |              |                  |                  |              |              |  |
|  | 5           | Michail Kukuškin | Michail Kukuškin | 5           |             |  |  |              |                  |                  |              |              |  |
|  |             | Steven Diez      | Steven Diez      | 2           | r           |  |  | 5            | Michail Kukuškin | Michail Kukuškin | 2            | 4            |  |
|  | PR          | Denis Istomin    | Denis Istomin    | 3           | 2           |  |  | 13           | Ernesto Escobedo | Ernesto Escobedo | 6            | 6            |  |
|  | 13          | Ernesto Escobedo | Ernesto Escobedo | 6           | 6           |  |  |              |                  |                  |              |              |  |

### Sezione 6
|  | Primo turno | Primo turno              | Primo turno      | Primo turno | Primo turno |  |  | Ultimo turno | Ultimo turno     | Ultimo turno     | Ultimo turno | Ultimo turno |  |
|  |             |                          |                  |             |             |  |  |              |                  |                  |              |              |  |
|  | 6           | Evgenij Donskoj          | 610              | 7           | 7           |  |  |              |                  |                  |              |              |  |
|  |             | Adrián Menéndez Maceiras | 712              | 62          | 5           |  |  | 6            | Evgenij Donskoj  | Evgenij Donskoj  | 2            | 1            |  |
|  |             | Michael Mmoh             | Michael Mmoh     | 3           | 4           |  |  | 17           | Alejandro Tabilo | Alejandro Tabilo | 6            | 6            |  |
|  | 17          | Alejandro Tabilo         | Alejandro Tabilo | 6           | 6           |  |  |              |                  |                  |              |              |  |

### Sezione 7
|  | Primo turno | Primo turno        | Primo turno        | Primo turno | Primo turno |  |  | Ultimo turno | Ultimo turno     | Ultimo turno | Ultimo turno | Ultimo turno |  |
|  |             |                    |                    |             |             |  |  |              |                  |              |              |              |  |
|  | 7           | Federico Gaio      | 3                  | 6           | 3           |  |  |              |                  |              |              |              |  |
|  |             | Andrea Arnaboldi   | 6                  | 3           | 6           |  |  |              | Andrea Arnaboldi | 1            | 78           | 3            |  |
|  | WC          | Shintaro Mochizuki | Shintaro Mochizuki | 3           | 2           |  |  | 22           | Renzo Olivo      | 6            | 6            | 6            |  |
|  | 22          | Renzo Olivo        | Renzo Olivo        | 6           | 6           |  |  |              |                  |              |              |              |  |

### Sezione 8
|  | Primo turno | Primo turno      | Primo turno | Primo turno | Primo turno |  |  | Ultimo turno | Ultimo turno | Ultimo turno | Ultimo turno | Ultimo turno |  |
|  |             |                  |             |             |             |  |  |              |              |              |              |              |  |
|  | 8           | Mitchell Krueger | 6           | 610         | 5           |  |  |              |              |              |              |              |  |
|  | WC          | Govind Nanda     | 0           | 712         | 7           |  |  | WC           | Govind Nanda | 1            | 6            | 4            |  |
|  |             | Maxime Janvier   | 2           | 7           | 64          |  |  | 14           | Cem İlkel    | 6            | 2            | 6            |  |
|  | 14          | Cem İlkel        | 6           | 64          | 7           |  |  |              |              |              |              |              |  |

### Sezione 9
|  | Primo turno | Primo turno         | Primo turno         | Primo turno | Primo turno |  |  | Ultimo turno | Ultimo turno        | Ultimo turno | Ultimo turno | Ultimo turno |  |
|  |             |                     |                     |             |             |  |  |              |                     |              |              |              |  |
|  | 8           | Jason Jung          | 3                   | 6           | 2r          |  |  |              |                     |              |              |              |  |
|  | WC          | Stefan Kozlov       | 6                   | 3           | 5           |  |  | WC           | Stefan Kozlov       | 6            | 0            | 5            |  |
|  |             | Michael Geerts      | Michael Geerts      | 1           | 3           |  |  | 20           | Christopher Eubanks | 2            | 6            | 7            |  |
|  | 20          | Christopher Eubanks | Christopher Eubanks | 6           | 6           |  |  |              |                     |              |              |              |  |

### Sezione 10
|  | Primo turno | Primo turno      | Primo turno  | Primo turno | Primo turno |  |  | Ultimo turno | Ultimo turno     | Ultimo turno     | Ultimo turno | Ultimo turno |  |
|  |             |                  |              |             |             |  |  |              |                  |                  |              |              |  |
|  | 10          | Altuğ Çelikbilek | 2            | 6           | 6           |  |  |              |                  |                  |              |              |  |
|  |             | Thomas Fabbiano  | 6            | 2           | 1           |  |  | 10           | Altuğ Çelikbilek | Altuğ Çelikbilek | 3            | 5            |  |
|  | WC          | Victor Lilov     | Victor Lilov | 2           | 0           |  |  | 15           | João Sousa       | João Sousa       | 6            | 7            |  |
|  | 15          | João Sousa       | João Sousa   | 6           | 6           |  |  |              |                  |                  |              |              |  |

### Sezione 11
|  | Primo turno | Primo turno          | Primo turno          | Primo turno | Primo turno |  |  | Ultimo turno | Ultimo turno | Ultimo turno | Ultimo turno | Ultimo turno |  |
|  |             |                      |                      |             |             |  |  |              |              |              |              |              |  |
|  | 11          | Emilio Gómez         | Emilio Gómez         | 6           | 6           |  |  |              |              |              |              |              |  |
|  | WC          | Aleksandar Kovacevic | Aleksandar Kovacevic | 4           | 2           |  |  | 11           | Emilio Gómez | Emilio Gómez | 6            | 79           |  |
|  |             | Brayden Schnur       | 6                    | 65          | 67          |  |  | 23           | Ivo Karlović | Ivo Karlović | 3            | 67           |  |
|  | 23          | Ivo Karlović         | 4                    | 7           | 79          |  |  |              |              |              |              |              |  |

### Sezione 12
|  | Primo turno | Primo turno       | Primo turno       | Primo turno | Primo turno |  |  | Ultimo turno | Ultimo turno     | Ultimo turno     | Ultimo turno | Ultimo turno |  |
|  |             |                   |                   |             |             |  |  |              |                  |                  |              |              |  |
|  | 12          | Bjorn Fratangelo  | Bjorn Fratangelo  | 6           | 6           |  |  |              |                  |                  |              |              |  |
|  |             | Mikael Torpegaard | Mikael Torpegaard | 2           | 1           |  |  | 12           | Bjorn Fratangelo | Bjorn Fratangelo | 1            | 4            |  |
|  |             | Ulises Blanch     | Ulises Blanch     | 2           | 5           |  |  | 24           | Aleksandar Vukic | Aleksandar Vukic | 6            | 6            |  |
|  | 24          | Aleksandar Vukic  | Aleksandar Vukic  | 6           | 7           |  |  |              |                  |                  |              |              |  |